# Foro Lindbergh
El Foro Lindbergh es una plaza ubicada sobre el Parque México de la Ciudad de México.

## Historia

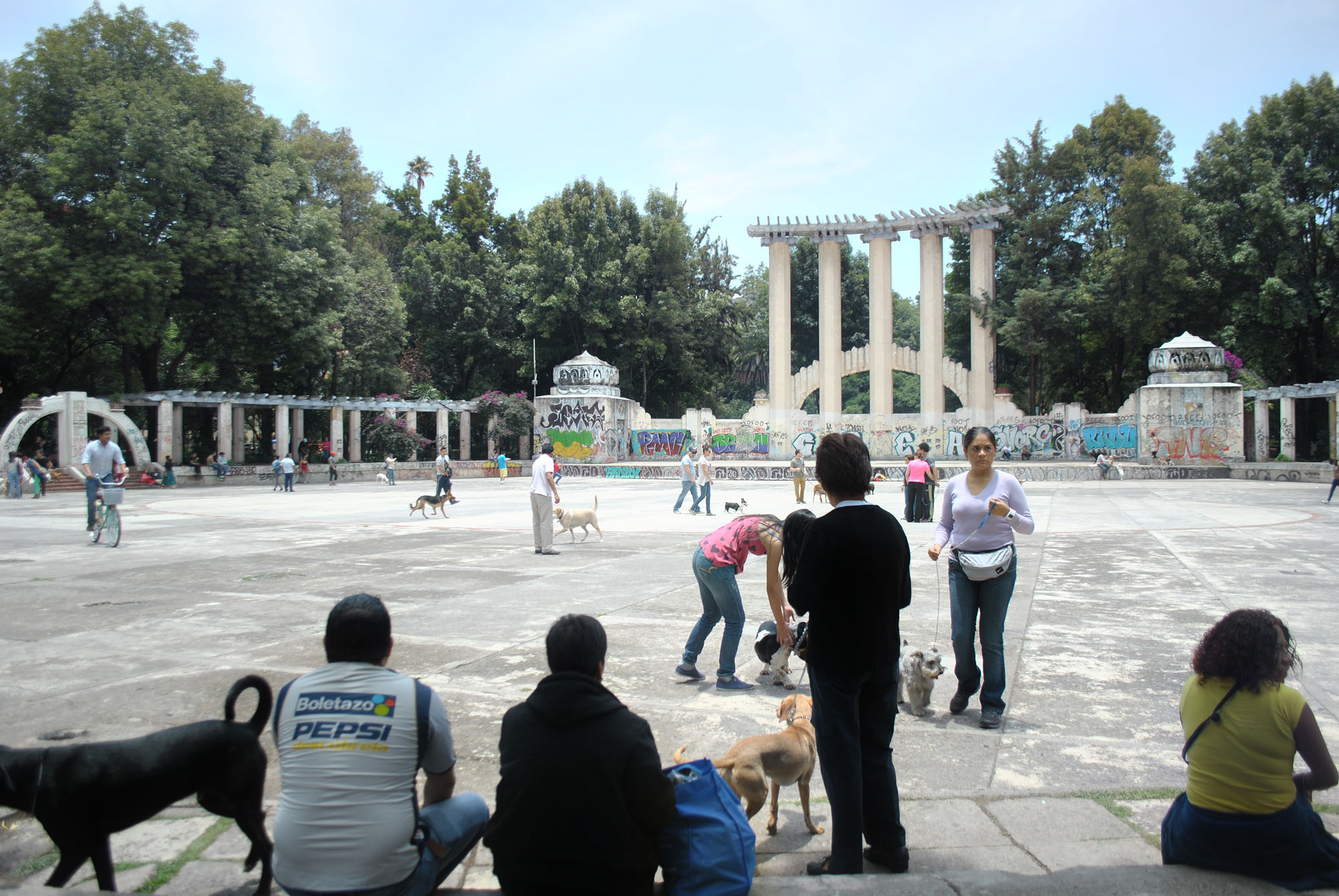
La plaza antes de su renovación, en 2013.

Reconocida por su valor artístico y arquitectónico, la plaza fue construida en 1927 por el arquitecto Leonardo Noriega y el ingeniero Javier Francisco Stávoli Llamas en estilo art deco; fue restaurado en 2013-2015, y en 2023 tras sufrir vandalismo político.
Charles Lindbergh cruzó el Mar Atlántico en un vuelo sin escalas de Nueva York a París el 20 de mayo de 1927. Visitó la Ciudad de México el 14 de diciembre de 1927 para ser celebrado por la hazaña. Entre los dignatarios presentes se encontraban el embajador de Estados Unidos en México, Dwight Morrow, y el presidente mexicano, Plutarco Elías Calles. El Gobierno de la Ciudad de México honró a Lindbergh al darle su nombre al foro de la recién terminada colonia Hipódromo Condesa.